# Agostinho de Ornelas e Vasconcelos Esmeraldo Rolim de Moura e Teive
Agostinho de Ornelas e Vasconcelos Esmeraldo Rolim de Moura e Teive CvSE (Funchal, Sé, 14 de Março de 1836 — Niederwald-am-Rhein, 7 de Setembro de 1901), 14.º Senhor do Morgado do Caniço, na Ilha da Madeira, foi um aristocrata, diplomata, académico e político português.

## Família
Filho de Aires de Ornelas e Vasconcelos Esmeraldo Rolim de Moura e de sua mulher Augusta Correia Vasques Salvago de Brito de Olival e irmão primeiro de D. Aires de Ornelas e Vasconcelos, foi baptizado na Sé do Funchal.

## Biografia
Bacharel formado em Direito pela Faculdade de Direito da Universidade de Coimbra. Diplomata, ocupou, entre outros postos, o de Enviado Extraordinário e Ministro Plenipotenciário da Corte de São Petersburgo, Deputado da Nação às Cortes da Monarquia Constitucional Portuguesa, Par do Reino por Carta de D. Luís I de Portugal de 16 de Maio de 1874, e Conselheiro de Sua Majestade Fidelíssima.
Sócio Correspondente da Academia Real das Ciências de Lisboa, etc. Foi eleito Membro Honorário e Mestre do Instituto Livre Superior de Frankfurt, depois da publicação da sua tradução do Fausto de Johann Wolfgang von Goethe. Em 1882 publicou as obras de seu irmão o Bispo do Funchal, que precedeu duma notícia biográfica (foi esta obra que lhe deu entrada na Academia), etc., etc.
Foi sepultado no Cemitério de Niederwald-am-Rhein, sendo mais tarde transladado em 1903 para o Cemitério do Funchal, onde jaz.

### Condecorações[1][2][3]
- Cavaleiro da Ordem Militar de Sant'Iago da Espada de Portugal
- Cavaleiro Grã-Cruz de 1.ª/2.ª Classe da Ordem de São Gregório Magno da Santa Sé
- Grã-Cruz da Ordem de Carlos III de Espanha
- Grã-Cruz da Ordem do Mérito Civil da Bulgária
- Grã-Cruz da Ordem de Santa Ana da Rússia
- Grande Oficial da Legião de Honra de França
- Grande Oficial da Nişan-ı-Osmaniye da Turquia
- Grande Oficial da Ordem de Leopoldo I da Bélgica
- Comendador da Imperial Ordem da Rosa do Brasil
- Cavaleiro da Ordem da Coroa da Prússia
- Cavaleiro da Ordem de Alberto, o Valoroso da Saxónia
- etc.

## Casamento e descendência
Casou em Lisboa, Lapa, na Rua de Santana à Lapa, 224, no oratório da casa dos pais da noiva, a 24 de Abril de 1865 (celebrou o casamento o irmão do noivo D. Aires de Ornelas e Vasconcelos, Deão da Sé do Funchal, mais tarde Bispo do Funchal e Arcebispo de Goa) com D. Maria Joaquina de Saldanha da Gama (Lisboa, Santa Maria de Belém, 27 de Junho de 1848 - Lisboa, Lapa, 23 de Fevereiro de 1932), filha do 8.º Conde da Ponte. Tiveram um filho e quatro filhas:
- Aires de Ornelas e Vasconcelos (Funchal, Santa Cruz, São Lourenço, Camacha, 5 de Março de 1866 — Lisboa, Santos-o-Velho, Rua das Janelas Verdes, 14 de Dezembro de 1930), 1.º Senhor de Dornelas e do Caniço, Africanista
- Maria Teresa de Ornelas e Vasconcelos (Lisboa, Lapa, Rua da Boa Morte, 224, 24 de Dezembro de 1867 - Lisboa, Lapa, Rua de Santo António à Estrela, 8 de Dezembro de 1945), que em Monarquia seria Representante do Título de Senhora de Dornelas e do Caniço, Representante e 16.ª Senhora do Morgado do Caniço, na Ilha da Madeira, sendo sepultada no Cemitério dos Prazeres, Dama de S. M. as Rainhas D. Amélia de Orleães e D. Augusta Vitória de Hohenzollern-Sigmaringen, solteira e sem geração
- Augusta de Ornelas e Vasconcelos (Lisboa, Lapa, (31 de Maio ou) 27 de Outubro de 1869 - depois de 1945), em religião Madre Catarina de Jesus Cristo ou Mère Catherine de Jésus-Christ, Professou a 7 de Setembro de 1899, Assistente Geral da Congregação de São José de Cluny, Vice-Presidente da Associação Nacional das Enfermeiras do Estado Francês, condecorada com a Comenda da Ordem Militar de Cristo de Portugal e com a Comenda da Legião de Honra de França
- Isabel de Ornelas e Vasconcelos (Funchal, Santa Cruz, São Lourenço, 4 de Setembro de 1870 - Lisboa, 20 de Outubro de 1926 (ou 1925)), Fundadora da "Hora d' Arte", solteira e sem geração
- Luísa Isabel Júlia de Ornelas e Vasconcelos (Lisboa, Alcântara, 22 (ou 24) de Novembro de 1877 - ?), que em Monarquia seria Representante do Título de Senhora de Dornelas e do Caniço, Representante e 17.ª Senhora do Morgado do Caniço, na Ilha da Madeira, casada em Lisboa, Lapa, a 30 de Abril de 1900 (ou 1901) com Bolesław Jerzy Bończa Tomaszewski (São Petersburgo, Santa Catarina, 9 de Novembro de 1872 - ?), Diplomata, Representante da Rússia em vários países e que, depois da Independência da Polónia, foi Ministro deste país em Roma, etc., filho de Leontij Bończa Tomaszewski, Conselheiro Íntimo do Império Russo do Imperador Alexandre II da Rússia, polaco, e de sua mulher Margaret Scott, escocesa, com geração[7]